# Royal Gold Medal
La Royal Gold Medal (Medalla de Oro del RIBA) de arquitectura es otorgada anualmente por el Royal Institute of British Architects (RIBA) en representación del monarca británico, en reconocimiento de una contribución sustancial (individual o colectiva) a la arquitectura internacional.
Fue concedida por primera vez en 1848 a Charles Robert Cockerell y entre sus ganadores se incluyen muchos de los más reconocidos arquitectos de los siglos XIX y XX, incluidos sir Giles Gilbert Scott (1925), Frank Lloyd Wright (1941) y Le Corbusier (1953). En 1992, el ingeniero estructural irlandés Peter Rice se convirtió en el segundo ingeniero en recibir el galardón; el primero fue Ove Arup en 1966. Otra notable excepción fue el premio de 1999 otorgado a la ciudad de Barcelona. Una excepción resulta también el galardón otorgado en 1885 al arqueólogo Heinrich Schliemann.
El premio es principalmente por un conjunto de trabajos, más que por un edificio o un arquitecto puntual que está de moda en un momento dado.

## Lista de ganadores
| Año  | Ganador(es)                                            | País                        |
| ---- | ------------------------------------------------------ | --------------------------- |
| 2024 | Lesley Lokko                                           | Ghana/ Escocia              |
| 2023 | Yasmeen Lari                                           | Pakistán                    |
| 2022 | Balkrishna Doshi                                       | India                       |
| 2021 | Sir David Adjaye                                       | Reino Unido / Ghana         |
| 2020 | Shelley McNamara y Yvonne Farrell (Grafton Architects) | Irlanda                     |
| 2019 | Sir Nicholas Grimshaw                                  | Reino Unido                 |
| 2018 | Neave Brown                                            | Inglaterra / Estados Unidos |
| 2017 | Paulo Mendes da Rocha                                  | Brasil                      |
| 2016 | Zaha Hadid                                             | Inglaterra / Irak           |
| 2015 | O'Donnell & Tuomey                                     | Irlanda                     |
| 2014 | Joseph Rykwert                                         | Inglaterra                  |
| 2013 | Peter Zumthor                                          | Suiza                       |
| 2012 | Herman Hertzberger                                     | Países Bajos                |
| 2011 | David Chipperfield                                     | Inglaterra                  |
| 2010 | Ieoh Ming Pei                                          | China / Estados Unidos      |
| 2009 | Álvaro Siza Vieira                                     | Portugal                    |
| 2008 | Edward Cullinan                                        | Inglaterra                  |
| 2007 | Herzog & de Meuron                                     | Suiza                       |
| 2006 | Toyō Itō                                               | Japón                       |
| 2005 | Frei Otto                                              | Alemania                    |
| 2004 | Rem Koolhaas                                           | Países Bajos                |
| 2003 | Rafael Moneo                                           | España                      |
| 2002 | Archigram                                              | Inglaterra                  |
| 2001 | Jean Nouvel                                            | Francia                     |
| 2000 | Frank Gehry                                            | Estados Unidos              |
| 1999 | Ciudad de Barcelona                                    | España                      |
| 1998 | Oscar Niemeyer                                         | Brasil                      |
| 1997 | Tadao Ando                                             | Japón                       |
| 1996 | Harry Seidler                                          | Australia / Austria         |
| 1995 | Colin Rowe                                             | Inglaterra                  |
| 1994 | Michael y Patricia Hopkins                             | Inglaterra                  |
| 1993 | Giancarlo de Carlo                                     | Italia                      |
| 1992 | Peter Rice                                             | Irlanda                     |
| 1991 | Colin Stansfield Smith                                 | Inglaterra                  |
| 1990 | Aldo van Eyck                                          | Países Bajos                |
| 1989 | Renzo Piano                                            | Italia                      |
| 1988 | Richard Meier                                          | Estados Unidos              |
| 1987 | Ralph Erskine                                          | Suecia                      |
| 1986 | Arata Isozaki                                          | Japón                       |
| 1985 | Richard Rogers                                         | Italia                      |
| 1984 | Charles Correa                                         | Portugal                    |
| 1983 | Norman Foster                                          | Inglaterra                  |
| 1982 | Berthold Lubetkin                                      | Rusia                       |
| 1981 | Philip Dowson                                          | Inglaterra                  |
| 1980 | James Stirling                                         | Escocia                     |
| 1979 | Charles and Ray Eames                                  | Estados Unidos              |
| 1978 | Jørn Utzon                                             | Dinamarca                   |
| 1977 | Denys Lasdun                                           | Inglaterra                  |
| 1976 | John Summerson                                         | Inglaterra                  |
| 1975 | Michael Scott                                          | Irlanda                     |

- 1974 - Philip Powell e Hidalgo Moya
- 1973 - Sir Leslie Martin
- 1972 - Louis Isadore Kahn, EE. UU.
- 1971 - Hubert de Cronin Hastings
- 1970 - Robert Matthew
- 1969 - Jack Antonio Coia
- 1968 - Richard Buckminster Fuller, EE. UU.
- 1967 - Sir Nikolaus Pevsner
- 1966 - Ove Arup
- 1965 - Kenzō Tange, Japón
- 1964 - Edwin Maxwell Fry
- 1963 - Lord Holford
- 1962 - Sven Gottfried Markelius, Suecia
- 1961 - Lewis Mumford, EE. UU.
- 1960 - Prof. Pier Luigi Nervi, Italia
- 1959 - Prof. Ludwig Mies van der Rohe, Alemania/EE. UU.
- 1958 - Robert Schofield Morris, Canadá
- 1957 - Hugo Alvar Henrik Aalto, Finlandia
- 1956 - Dr. Walter Adolf Georg Gropius, Alemania/EE. UU.
- 1955 - John Murry Easton
- 1954 - Sir Arthur George Stephenson
- 1953 - Le Corbusier (CE Jeaneret), Francia
- 1952 - George Grey Wornum
- 1951 - Emanuel Vincent Harris
- 1950 - Eliel Saarinen, Finlandia
- 1949 - Sir Howard Robertson
- 1948 - Auguste Perret, Francia
- 1947 - Prof. Sir Albert Edward Richardson
- 1946 - Prof. Sir Patrick Abercrombie
- 1945 - Victor Vesnin, URSS
- 1944 - Sir Edward Maufe
- 1943 - Sir Charles Herbert Reilly
- 1942 - William Curtis Green
- 1941 - Frank Lloyd Wright, EE. UU.
- 1940 - Charles Francis Annesley Voysey
- 1939 - Sir Percy Thomas
- 1938 - Prof. Ivar Tengbom, Suecia
- 1937 - Sir Raymond Unwin
- 1936 - Charles Henry Holden
- 1935 - Willem Marinus Dudok, Holanda
- 1934 - Henry Vaughan Lanchester
- 1933 - Sir Charles Reed Peers
- 1932 - Dr. Hendrik Petrus Berlage, Holanda
- 1931 - Sir Edwin Cooper
- 1930 - Percy Scott Worthington
- 1929 - Victor Alexandre Frederic Laloux, Francia
- 1928 - Sir Guy Dawber
- 1927 - Sir Herbert Baker
- 1926 - Prof. Ragnar Östberg, Suecia
- 1925 - Sir Giles Gilbert Scott
- 1924 - Sin premio
- 1923 - Sir John James Burnet
- 1922 - Thomas Hastings, EE. UU.
- 1921 - Sir Edwin Landseer Lutyens
- 1920 - Charles Louis Girault, Francia
- 1919 - Leonard Stokes
- 1918 - Ernest Newton
- 1917 - Henri Paul Nenot, Francia
- 1916 - Sir Robert Rowand Anderson
- 1915 - Frank Darling, Canadá
- 1914 - Jean Louis Pascal, Francia
- 1913 - Sir Reginald Blomfield
- 1912 - Basil Champneys
- 1911 - Wilhelm Dorpfeld
- 1910 - Sir Thomas Graham Jackson
- 1909 - Sir Arthur John Evans
- 1908 - Honore Daumet, Francia
- 1907 - John Belcher
- 1906 - Sir Lawrence Alma-Tadema
- 1905 - Sir Aston Webb
- 1904 - Auguste Choisy, Francia
- 1903 - Charles Follen McKim, EE. UU.
- 1902 - Thomas Edward Collcutt
- 1901 - Sin premio
- 1900 - Prof. Rodolfo Amadeo Lanciani, Italia
- 1899 - George Frederick Bodley
- 1898 - George Aitchison
- 1897 - Dr Pierre Cuypers, Países Bajos
- 1896 - Sir Ernest George
- 1895 - James Brooks
- 1894 - Lord Leighton
- 1893 - Richard Morris Hunt, EE. UU.
- 1892 - Cesar Daly, Francia
- 1891 - Sir Arthur Blomfield
- 1890 - John Gibson (architect)
- 1889 - Sir Charles Thomas Newton
- 1888 - Baron Theophil von Hansen, Austria
- 1887 - Ewan Christian
- 1886 - Charles Garnier, Francia
- 1885 - Heinrich Schliemann, Alemania
- 1884 - William Butterfield
- 1883 - Francis Cranmer Penrose
- 1882 - Baron von Ferstel, Austria
- 1881 - George Godwin
- 1880 - John Loughborough Pearson
- 1879 - Marquis de Vogue, Francia
- 1878 - Alfred Waterhouse
- 1877 - Charles Barry
- 1876 - Joseph Louis Duc, Francia
- 1875 - Edmund Sharpe
- 1874 - George Edmund Street
- 1873 - Thomas Henry Wyatt
- 1872 - Baron von Schmidt, Austria
- 1871 - James Fergusson
- 1870 - Benjamin Ferrey
- 1869 - Karl Richard Lepsius, Alemania
- 1868 - Sir Henry Layard
- 1867 - Charles Texier, Francia
- 1866 - Sir Matthew Digby Wyatt
- 1865 - Sir James Pennethorne
- 1864 - Eugène Viollet-le-Duc, Francia
- 1863 - Anthony Salvin
- 1862 - Rev Robert Willis
- 1861 - JB Lesueur, Francia
- 1860 - Sydney Smirke
- 1859 - Sir George Gilbert Scott
- 1858 - Friedrich August Stüler, Alemania
- 1857 - Owen Jones
- 1856 - Sir William Tite
- 1855 - Jacques Ignace Hittorff, Francia
- 1854 - Philip Hardwick
- 1853 - Sir Robert Smirke
- 1852 - Leo von Klenze, Austria
- 1851 - Thomas Leverton Donaldson
- 1850 - Sir Charles Barry
- 1849 - Luigi Canina, Italia
- 1848 - Charles Robert Cockerell